# 고병현 (조선민주주의인민공화국의 정치인)
고병현(? ~ )은 조선민주주의인민공화국의 정치인이다. 2012년 기준으로, 조선로동당 중앙위원회 위원이다.

## 경력
2010년 9월에 열린 조선로동당 대표 회의에서 조선로동당 중앙위원회 정치국 위원으로 선출되었다. 2016년 5월 7일, 자강도 기계공장 소속 고병현이 노동당 7차대회에서 김정은 당 제1비서의 당 중앙위원회 사업총화 보고에 토론자로 나서 토론에 참여했다. 2019년 3월, 최고인민회의 선거 제451호 향하선거구에 출마하여 대의원으로 선출되었다.

## 기타
2011년 12월 김정일 사망 당시에 국가 장의위원회 위원을 맡았다.